# Chaco obscura
Espèce
Chaco obscura est une espèce d'araignées mygalomorphes de la famille des Pycnothelidae.

## Distribution
Cette espèce est endémique d'Argentine. Elle se rencontre dans les provinces de Salta et de Jujuy.

## Description
La femelle holotype mesure 29 mm.
Le mâle décrit par Goloboff en 1995 mesure 24,38 mm et la femelle 22,30 mm.

## Systématique et taxinomie
Cette espèce a été décrite par Tullgren en 1905.

## Publication originale
- Tullgren, 1905 : « Aranedia from the Swedish expedition through the Gran Chaco and the Cordilleras. » Arkiv för Zoologi, vol. 2, no 19, p. 1-81 (texte intégral).